# Lauro Trevisan
Lauro Trevisan (Santa Maria, 14 de agosto de 1934) é um padre, escritor e conferencista brasileiro. Embora padre, tem sido alvo de críticas por parte da Igreja e do clero acerca de sua postura e seu patrimônio pessoal.

## Biografia
Aos onze anos ingressou no Seminário Menor Rainha dos Apóstolos, de Vale Vêneto, dos padres palotinos. Cursou Filosofia e Psicologia no Seminário Maior de São João do Polêsine. Iniciou o curso de Teologia em Polêsine e, posteriormente, no Colégio Máximo Palotino, de Santa Maria. Foi ordenado sacerdote em abril de 1959.
Em 1975 participou, no Rio de Janeiro, do curso de controle mental do Silva Mind Control, que lhe originou o grande interesse pelo estudo do poder da mente. Participou também de cursos e congressos nacionais e internacionais de parapsicologia, psicologia e controle mental. Durante vários anos dedicou-se ao atendimento de pessoas em gabinete particular. Percebendo os resultados produzidos por seus métodos, iniciou, em 1980, o ciclo de palestras nas capitais brasileiras e em alguns países da América do Sul, da América do Norte e da Europa. Durante vários anos manteve programas de rádio em algumas emissoras de Santa Maria e foi colunista do jornal A Razão.Em suas muitas obras, bem como nas "jornadas da mente" - encontros de cerca de seis horas onde ensina ao público o uso prático do pensamento positivo, observa-se influências externas à sua orientação católica. É frequente, inclusive, a citação nominal de autores e líderes de outras denominações, como Louise Hay (ligada à Igreja da Ciência Religiosa), Masaharu Taniguchi (fundador da Seicho-No-Ie), Emmet Fox e Joseph Murphy (ambos ministros da Igreja da Ciência Divina), e Catherine Ponder (ministra da Igreja da Unidade, conhecida pregadora do poder do pensamento positivo para a aquisição de riquezas).
Nunca chegou a administrar nenhuma Paróquia da Igreja Católica. Embora ordenado padre, Trevisan não conta com o apoio da Igreja e tem sido fortemente criticado por ter abandonado a linha tradicional da Igreja e adotar uma espiritualidade "abstrata", a partir de uma "psicologia da mente". Todos os seus livros são do tipo de auto-ajuda. 
A partir de suas obras, definidas como livros de auto-ajuda, teria acumulado um patrimônio milionário. Oficialmente estima-se que sua fortuna chegue a R$ 20 milhões. Uma destas obras foi o livro de 2013, acerca da tragédia da Boate Kiss, em que lançou diversos comentários sobre as vítimas e que causou repulsa nas famílias das vítimas. Para as vítimas, o único interesse de Trevisan era a venda de seu livro.
Atualmente, apresenta programa semanal na emissora católica Rede Vida.

## Polêmica
Embora padre, muitos críticos tem afirmado que suas ideias e propagações nada tem a ver com a Igreja e a própria doutrina da fé católica.
Lauro teria formado uma ideia de espiritualidade diferente da Igreja. Defenderia algo abstrato e emocional. A partir da venda de seus livros e de suas palestras, teria acumulado um patrimônio milionário sendo dono de diversos bens. Trevisan ficou conhecido também devido ao incidente do livro escrito sobre o incêndio da Boate Kiss em 2013, o que provocou revolta entre os familiares das vítimas.
A polícia civil do Rio Grande do Sul convocou o "padre" Lauro Trevisan a dar explicações sobre seu livro acerca da incêndio na Boate Kiss em 2013.
Questionado por seu patrimônio, Lauro Trevisan afirmou à Rolling Stone, em 2008, a seguinte frase: "sou um pregador da riqueza". Na mesma reportagem, era mostrado o Chrysler de 340 cavalos comprados por Trevisan à vista, e de sua casa avaliada, na época, em R$ 3 milhões. Estimativas oficiosas são as de que Lauro Trevisan teria um patrimônio de R$ 20 milhões de reais.

## Obras
- Kiss - Uma Porta para o Céu - (2013)
- Você Consegue (2012)
- Os Segredos da Terceira Idade (2012)
- Dê Fim aos Conflitos da Vida (2012)
- A Fé pode tudo - Mito ou Verdade?  (2012)
- O Último Papa (2012)
- Faça da Crise o Seu Sucesso (2011)
- Vestibular - Saiba Como Passar (2010)
- Vire a Mesa - Resolva a sua Vida (2010)
- O Poder Contra o Mal (2010)
- A Oração Que Tem Poder (2010)
- O Poder da Fé ( 2010)
- O Poder da Palabra  (2010)
- A Oração que Tem Poder  (2010)
- Feliz Aniversário (2010)
- O poder infinito da sua mente 1 (1980)
- O poder infinito da sua mente 2 (2003)
- Abrace a vida
- A chave do maior segredo do mundo
- A cura pela palavra
- Ame ou morrerá no próximo domingo
- Apresse o passo que o mundo está mudando
- As crianças que fizeram o tempo voltar
- Como se faz um craque de futebol
- Como usar o poder da mente para qualquer coisa
- Conhece-te e conhecerás teu poder
- Cure-se você é seu próprio remédio
- Enciclopédia maluca
- Eu adolescente
- Exploda a crise e faça sucesso
- Faça da crise seu sucesso
- Faça sua vida dar certo
- Historietas do baú do meu coração
- Jesus precursor e anunciador da nova era
- Jesus psicanalista de resultado
- Lições positivas
- Missa gaúcha em versos
- No reino da pata Leca
- O centurião que espionava Jesus Cristo a mando de Pilatos - A história viva de Jesus
- O expresso Balnesul
- O homem só
- O poder da palavra
- O poder do jovem
- O poder infinito da oração
- O poder interior
- O príncipe que queria casar
- O velho monge do castelo - A cura da depressão pela bíblia
- Os outros puderam você também pode
- Os poderes de Jesus Cristo
- Otimismo e felicidade
- Pensamentos de vida e felicidade
- Pode quem pensa que pode
- Poesias de Lauro Trevisan para uma vida melhor
- Porque as pessoas são felizes
- Rir é o melhor remédio
- Sem pensamento positivo não há solução
- Sete passos para dar a volta por cima
- Uma história de amor
- Viagem a dois planetas
- Viva a vida
- Viver sem estresse
- Você tem o poder de alcançar riquezas

### Livretos
- Amor
- Feliz Aniversário
- Nós dois
- Sabedoria de cada dia
- Seja feliz
- Sorria
- Vestibular - saiba como passar

### CD
- Se você pode sonhar pode realizar
- Relax com programação positiva – mensagem para o amanhecer
- Seja calmo e viverá melhor
- Programa de Cura por Jesus Cristo
- Jovem de Sucesso
- Criança Sadia – Jesus e a criança
- Em busca do Amor – Mensagem de amor
- Casal feliz
- Liberte-se do nervosismo e das preocupações
- Relax para gestante – Conversando com o nenezinho
- Ame e vida – Perdoe e seja feliz
- Liberte-se da insônia – Descanso no Lago Azul
- Para deixar de fumar – Emagreça pela mente
- Vença seus medos – Seja seguro de si
- A cura pela mente – Mentalização de saúde total
- Realize seus sonhos  -  Você pode
- Acabe com estresse  -  Livre-se da angústia
- A cura da depressão – A vida é uma festa
- Conhece-te a ti mesmo – Você é comunhão universal
- Poesias para uma vida melhor
- As mais belas mensagens do mundo
- Regressão de idade para a libertação total
- Um brinde à vida – abrace a vida
- Maratona da Felicidade
- Proteção para a viagem
- Dê a volta por cima e seja feliz
- O seu pensamento faz a sua vida
- Melhora a sua imagem
- Poder da Mente: a chave do maior segredo do mundo
- Saúde, doença e cura pelas forças interiores
- Faça sua vida dar certo

### DVD
- A chave do maior segredo do mundo
- Dê a volta por cima. Vença e seja feliz
- Encenação 50 anos com ele
- Faça sua vida dar certo
- Maratona da felicidade
- Missa 50 anos com ele